# Pita Taufatofua
Pita Nikolas Taufatofua (* 5. listopadu 1983) je tonžský sportovec. Věnuje se také modelingu a charitativní činnosti.
Narodil se v Austrálii tonžskému otci a australské matce. Vyrůstal na Tonze, kde se v dětství začal věnovat taekwondu, studia dokončil na církevní škole v Brisbane. Vyhrál oceánskou kvalifikaci na olympijské hry 2016, kde byl vlajkonošem své země. Startoval v nejtěžší váhové kategorii a v prvním kole podlehl Sajjadu Mardanimu z Íránu.
Reprezentoval Tongu jako běžec na lyžích na Zimních olympijských hrách 2018, kde nesl vlajku své země při zahajovacím ceremoniálu a navzdory mrazu byl oblečen pouze v tradiční sukni taʻovala. Nastoupil do závodu na 15 km volným stylem, kde obsadil 114. místo (ze 119 závodníků na startu a 116, kteří dorazili do cíle) se ztrátou 22 minut a 57 sekund na vítězného Daria Colognu.
V roce 2019 oznámil, že se hodlá zúčastnit soutěže v rychlostní kanoistice na Letních olympijských hrách 2020. Stal by se tak prvním sportovcem v moderní historii, který startoval na třech olympiádách po sobě ve třech různých sportech.